# Бабак Петро Лук'янович
Петро Лук'янович Бабак (8 квітня 1926, с. Березняки, Калинковицький район) — Герой Соціалістичної Праці (1971).
Заслужений будівельник БРСР (1962). Учасник Другої світової війни. З 1951 тракторист, з 1956 машиніст екскаватора в Сенненському будівельно-монтажному управлінні меліорації, з 1975 року в пересувній механізованій колоні № 33 тресту Вітебськводбуд. Звання Героя присвоєно за успішне виконання завдань 8-ї п'ятирічки. Депутат Верховної Ради БРСР у 1963-67.